# Casa Vila (Palafrugell)
La Casa Vila és una obra del monumentalisme academicista de Palafrugell (Baix Empordà) inclosa a l'Inventari del Patrimoni Arquitectònic de Catalunya.

## Descripció
Situada al nucli de Calella de Palafrugell, al costat del mar.
És una casa unifamiliar envoltada d'un jardí desenvolupat en un pendent que arriba des del passeig de la torre fins a la platja de canadell; presenta planta i volumetria complexes, i en conjunt s'inspira en el vocabulari de l'arquitectura tradicional catalana.

## Història
La casa Vila va ser bastida per l'arquitecte Raimon Duran i Reynals durant la dècada dels anys 1930-40. aquest arquitecte va realitzar nombroses cases d'estiueig tot reinterpretant el vocabulari tradicional del l'arquitectura catalana d'una manera molt depurada.